# 可河乡
可河乡，是中华人民共和国四川省凉山彝族自治州会东县曾经下辖的一个乡。

## 行政区划
可河乡撤销前下辖以下地区：
可河村、上进村、大坪地村和喇叭村。